# John Mortimore
John Henry Mortimore  est un footballeur puis entraîneur anglais, né le 23 septembre 1934 à Farnborough et mort le 26 janvier 2021,. Il était défenseur.

## Biographie
En tant que joueur, il joue principalement pour Chelsea (9 saisons).
En tant qu'entraîneur, il établit un record d'invincibilité avec Benfica : 56 matchs consécutifs sans défaite.

## Palmarès

### En tant que joueur
Avec Chelsea :
- Vainqueur de la Coupe de la ligue anglaise en 1965

### En tant qu'entraîneur
Avec le Benfica Lisbonne :
- Champion du Portugal en 1977 et 1987
- Vainqueur de la Coupe du Portugal en 1986 et 1987
- Vainqueur de la Supercoupe du Portugal en 1985